# Pashtshenkoa clypeatus
Pashtshenkoa clypeatus là một loài ruồi trong họ Asilidae. Pashtshenkoa clypeatus được Becker miêu tả năm 1915.